# Nazionale maschile di calcio della Slovacchia
La nazionale di calcio della Slovacchia (in slovacco: Slovenské národné futbalové mužstvo) è la rappresentativa calcistica della Slovacchia ed è posta sotto l'egida della Federazione calcistica della Slovacchia (Slovenský futbalový zväz).
Nacque nel 1993 insieme alla nazionale di calcio della Repubblica Ceca in seguito alla scissione della Cecoslovacchia, che portò alla scomparsa della nazionale di calcio della Cecoslovacchia. Conta una partecipazione alla fase finale di un mondiale, competizione in cui ha raggiunto gli ottavi di finale a Sudafrica 2010, e tre partecipazioni alla fase finale di un europeo, manifestazione in cui ha raggiunto gli ottavi di finale a Francia 2016. La tradizionale rivale della Slovacchia è la Rep. Ceca, che ha affrontato nei gironi di qualificazione al campionato del mondo 1998, al campionato d'Europa 2008 e al campionato del mondo 2010.
Nella classifica mondiale della FIFA, istituita nell'agosto 1993, la Slovacchia vanta quale miglior piazzamento il 14º posto dell'agosto 2015, mentre il peggior piazzamento è il 150º posto del dicembre 1993. Occupa la 45ª posizione della graduatoria.

## Storia

### La selezione slovacca degli anni quaranta

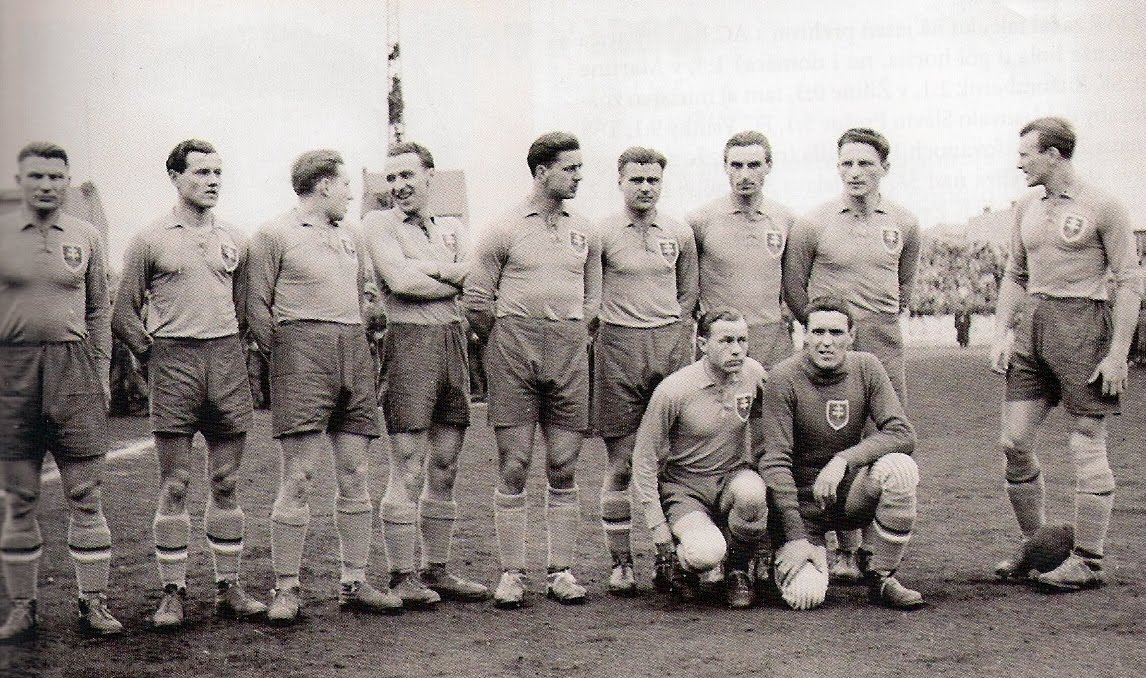
La selezione slovacca storica nel 1940

La squadra giocò sedici partite tra il 1939 e il 1944, rappresentando la Prima Repubblica Slovacca, stato formalmente indipendente ma di fatto soggetto a controllo nazista, repubblica che divenne ben presto uno stato fantoccio della Germania e durò soltanto sei anni. La selezione esordì in campo internazionale il 27 agosto 1939 a Bratislava contro la Germania, ottenendo una prestigiosa vittoria per 2-0. Dato il coincidere del periodo di esistenza con la guerra e la totale mancanza di manifestazioni internazionali di rilievo in ambito calcistico, la selezione poté giocare soltanto degli incontri amichevoli od occasionali, fronteggiando più volte la Germania, la Romania e la Croazia: contro queste due nazionali, la Repubblica Slovacca non riuscì mai a imporsi. Fu sciolta appena finì la guerra e con la dissoluzione dello stato che rappresentava, incorporato nella Cecoslovacchia.

### La nazionale cecoslovacca
Dopo la seconda guerra mondiale, la compagine ceca e quella slovacca furono ben presto riunite in un'unica nazionale, la Cecoslovacchia. In particolare, la squadra che vinse l'Europeo 1976 era composta per gran parte di giocatori slovacchi: otto degli undici che disputarono la finale erano nati nell'attuale Slovacchia. Al Mondiale del 1982 e del 1990, la Cecoslovacchia venne guidata da un allenatore slovacco, Jozef Vengloš.

### Rifondazione e primi anni
Dopo lo scioglimento della Cecoslovacchia nel 1992, la squadra nazionale venne ricostituita non appena la Slovacchia fu riconosciuta in ambito internazionale. Giocò il suo primo incontro il 14 ottobre 1992 vincendo (1-0) contro la Lituania a Vilnius, ma il primo match ufficiale fu quello del 2 febbraio 1994 a Dubai dove la squadra si impose per 1-0 contro gli Emirati Arabi Uniti. Il primo match giocato in casa si disputò il 20 aprile 1994 contro la Croazia e terminò con una netta vittoria per 4-1. Il 22 febbraio 1995 la Slovacchia subisce una netta sconfitta contro il Brasile, perdendo 5-0. Pochi mesi più tardi, il 7 giugno seguente, la Nazionale slovacca perde nuovamente per 5-0, questa volta contro la Polonia in una sfida valida per le qualificazioni all'Europeo del 1996. Assieme a quella patita nel 1942 contro la Croazia per 6-1, queste sconfitte sono le più grandi nella storia della Nazionale slovacca. Nell'agosto del 1995, il CT Jozef Vengloš, che aveva guidato la Slovacchia fin dalla prima partita ufficiale, lascia l'incarico dopo aver vinto il match di qualificazione all'Europeo contro l'Azerbaigian (0-1) e al suo posto è chiamato Jozef Jankech. Il CT riesce a vincere due degli ultimi tre incontri delle qualificazioni, che la Slovacchia chiude al terzo posto nel primo raggruppamento con 14 punti e dietro a Francia e Romania.
Durante le successive qualificazioni ai Mondiali di calcio 1998, la Slovacchia vince le prime tre partite (due contro le Fær Øer e l'altra contro Malta), ritrovandosi prima nel sesto raggruppamento assieme alla Jugoslavia. In seguito, le sconfitte contro la Spagna futura vincitrice del raggruppamento e contro la Jugoslavia, pregiudicano il passaggio del turno da parte degli slovacchi, che chiudono il girone con il secondo ko contro la Spagna e con la sconfitta contro i cugini della Rep. Ceca, già affrontati e battuti pochi mesi prima. La Slovacchia totalizza 16 punti, arrivando quarta dietro Spagna, Jugoslavia e a pari punti con la Repubblica Ceca.

### Quinquennio di limbo
Il quinquennio tra 1999 e 2004 è contraddistinto da un periodo piuttosto mediocre, alternato da vittorie e sconfitte che hanno portato sempre a mancate qualificazioni e posizionamenti a metà classifica dei gironi qualificatori. Degne di nota soltanto ai fini statistici le loro maggiori vittorie, nel 2004 per 7-0 contro Liechtenstein, risultato che avrebbero bissato contro San Marino due volte nel 2007 e nel 2009.
La Slovacchia fallisce le qualificazioni all'Europeo del 2000, seppur inserita in un girone abbordabile, la Nazionale slovacca termina al terzo posto il proprio raggruppamento dietro a Portogallo e Romania, con il personale record di 17 punti conquistati 5 vittorie, 2 pareggi e 3 sconfitte. Tra il 31 maggio 2000 e il 29 maggio 2001, la Nazionale slovacca resta imbattuta fino alla sconfitta di Brema in amichevole contro la Germania per 2-0. Con tre vittorie e due pareggi, la Slovacchia inizia bene il proprio girone di qualificazione per i Mondiali 2002: seguono però tre ko consecutivi - tra cui quello in Azerbaigian, unico successo per la Nazionale azera - e al termine delle qualificazioni gli slovacchi sono nuovamente terzi nel gruppo 4 dietro a Svezia e Macedonia, totalizzando nuovamente 17 punti.
La nazionale slovacca fallisce anche le qualificazioni al campionato d'Europa 2004: inserita nel settimo raggruppamento, finisce dietro a Inghilterra e Turchia. La Slovacchia gioca in maniera decisamente migliore le partite valide per l'accesso al campionato del mondo 2006: dopo le prime sei partite è ancora in testa terzo gruppo con 14 punti, frutto di 4 vittorie e 2 pareggi, davanti a Portogallo (12) e Russia (11). Il 4 giugno 2005 il Portogallo sconfigge la Slovacchia in casa per 2-0 e la sorpassa in classifica: è l'unico match perso nelle qualificazioni per il Mondiale 2006 da parte degli slovacchi. Trascinata dai gol del duo offensivo in forza al club tedesco del Norimberga formato da Róbert Vittek (6 reti) e da Marek Mintál (3 reti), la Slovacchia finisce al secondo posto nella graduatoria del proprio raggruppamento con 23 punti, alle spalle del solo Portogallo (27): è il miglior risultato slovacco nelle qualificazioni, con la nazionale danubiana che precede la Russia, arrivata a pari punti ma con una peggiore differenza reti. Come seconda classificata, la Slovacchia approda allo spareggio per raggiungere la fase finale della rassegna mondiale: nel sorteggio, gli slovacchi trovano la Spagna, che ipoteca la vittoria nel doppio confronto già all'andata vincendo 5-1 in casa, per poi controllare il risultato in Slovacchia (1-1).

### Le prime qualificazioni al mondiale (2010) e all'europeo (2016)

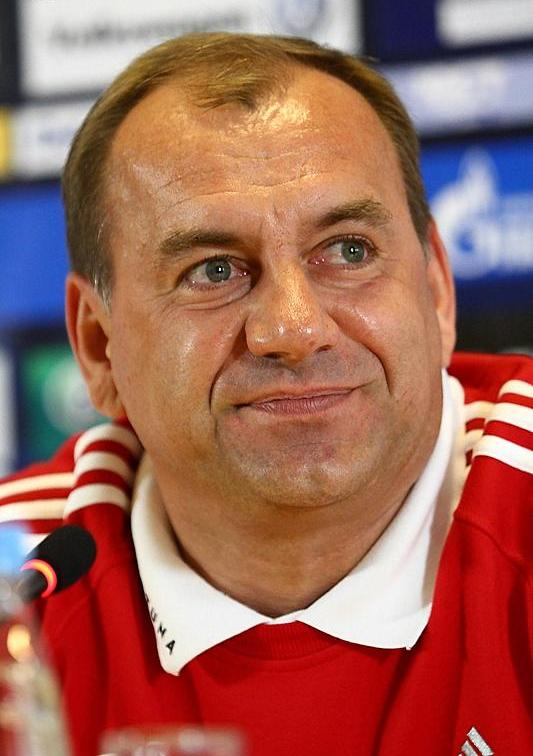
Vladimír Weiss, alla guida della Slovacchia dal 2008 al 2012

Il 25 giugno 2008 la federazione slovacca rimpiazza il selezionatore Ján Kocian, chiamando alla guida della nazionale Vladimír Weiss.

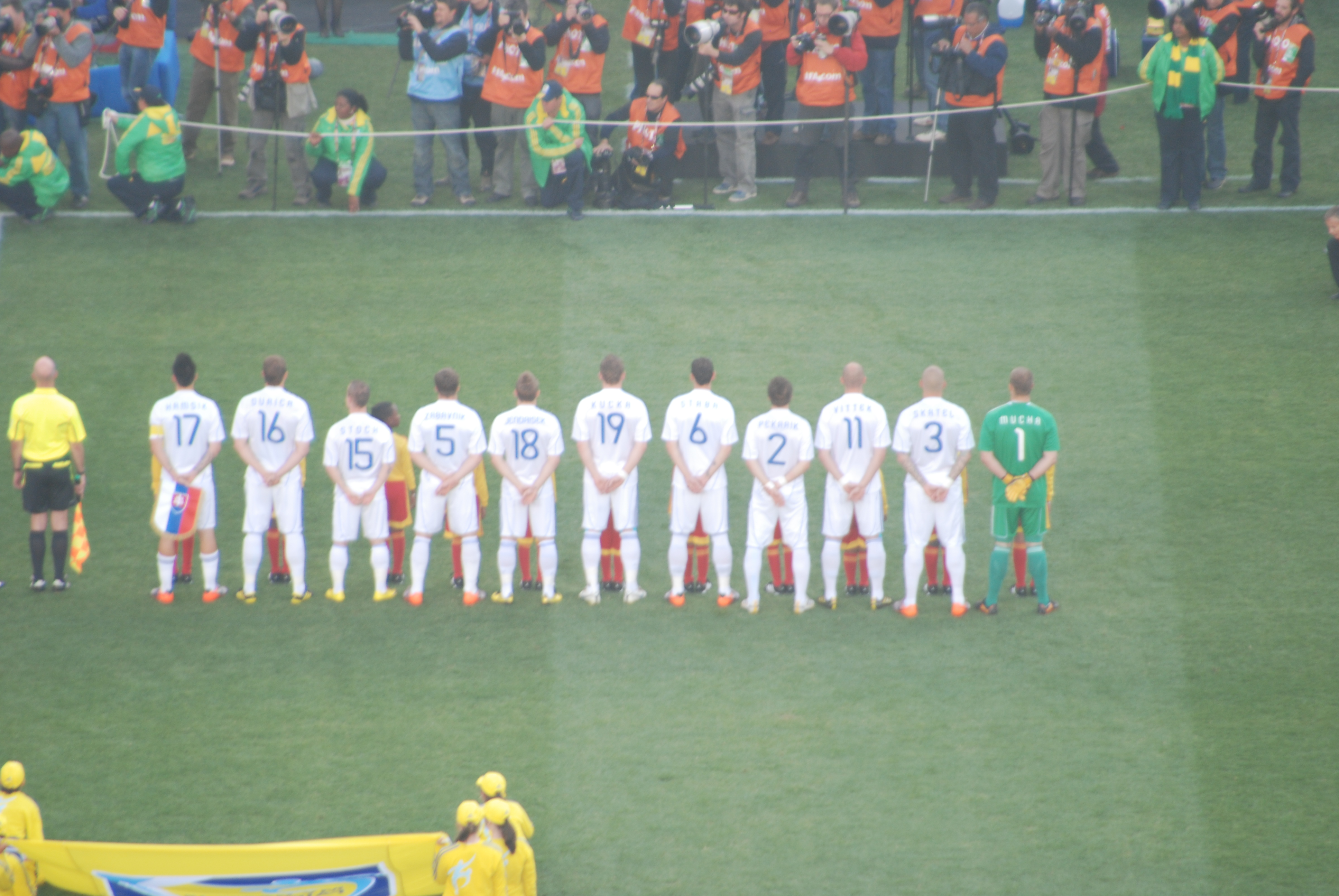
La Slovacchia schierata per l'inno al prima della partita vinta contro l'

Inserita nel gruppo 3 di qualificazione al campionato del mondo del 2010 in Sudafrica, la Slovacchia trova sulla propria strada la Polonia e la vicina Repubblica Ceca, entrambe presenti al mondiale precedente. Con 7 vittorie, un pareggio e 2 sconfitte chiude il girone al primo posto a 22 punti, guadagnando per la prima volta una storica partecipazione alla fase finale dei mondiali. La partita che sancisce la qualificazione della nazionale slovacca si gioca il 14 ottobre 2009 in Polonia, a Chorzów, sotto una bufera di neve. La squadra vince per 1-0 grazie a un'autorete del difensore polacco Seweryn Gancarczyk dopo 3 minuti di gioco.
Il 4 dicembre 2009 il sorteggio dei gironi della fase finale colloca gli slovacchi nel gruppo F insieme a Nuova Zelanda, Paraguay e i campioni in carica dell'Italia. Il mondiale sudafricano inizia con una beffa: la Nuova Zelanda riagguanta gli slovacchi al 93º minuto di gioco della partita d'esordio, che termina 1-1. Nel secondo impegno la Slovacchia perde per 2-0 con il Paraguay e vede lontana una possibile qualificazione agli ottavi, ma alla terza e ultima giornata gli uomini di Vladimír Weiss e Marek Hamšík compiono l'impresa, battendo ed eliminando i campioni del mondo in carica dell'Italia per 3-2 con le reti di Vittek (doppietta) e Kopúnek. Gli slovacchi escono poi agli ottavi di finale, sconfitti dai Paesi Bassi per 2-1 (rigore di Vittek).
Nei quattro anni successivi la nazionale slovacca non riuscirà a qualificarsi né al campionato europeo del 2012 giocato in Polonia e Ucraina, né al campionato del mondo del 2014 in Brasile, essendosi classificata rispettivamente quarta e terza nei gironi di qualificazione.
In occasione delle qualificazioni al campionato d'Europa 2016 la nazionale slovacca viene sorteggiata nel gruppo C insieme a Spagna, Ucraina, Bielorussia, Lussemburgo e Macedonia. Grazie alle 6 vittorie consecutive nelle prime 6 gare del girone mette un'ipoteca sulla qualificazione, che però arriverà soltanto all'ultima giornata, il 12 ottobre 2015, grazie alla vittoria per 4-2 sul campo del Lussemburgo. La squadra termina il girone con 7 vittorie (da ricordare il 2-1 inflitto alla Spagna, campione d'Europa in carica, nella gara di andata), un pareggio e 2 sconfitte. È la prima volta che la nazionale slovacca si qualifica al campionato europeo di calcio.
Al campionato europeo del 2016, in Francia, la Slovacchia è inserita nel girone B insieme a Galles, Russia e Inghilterra. Gli slovacchi perdono per 1-2 la partita d'esordio contro il Galles (primo gol della Slovacchia di Duda). Il 15 giugno 2016 ottengono i primi 3 storici punti in una fase finale di un europeo battendo per 2-1 la Russia (reti di Weiss e Hamšík). Nell'ultima partita del girone pareggiano per 0-0 con gli inglesi, venendo ripescati fra le migliori terze con 4 punti ed affrontando così la Germania agli ottavi. A prevalere sono i tedeschi per 3-0.
Nella UEFA Nations League 2018-2019 la Slovacchia è sorteggiata nel gruppo 1 di Lega B con Ucraina e Rep. Ceca. In sei partite ottiene una vittoria e subisce tre sconfitte, retrocedendo in Lega C a causa dell'ultimo posto finale nel girone, ma viene ripescata per l'edizione successiva per via del cambio del regolamento.

### Anni duemilaventi
Mancata la qualificazione al campionato mondiale del 2018, essendo risultata la peggiore seconda classificata e avendo fallito anche l'accesso agli spareggi, la Slovacchia viene inserita nel gruppo E delle qualificazioni al campionato d'Europa 2020, insieme a Galles, Croazia, Ungheria e Azerbaigian. Centrato il terzo posto dietro a gallesi e croati, riesce ad entrare nei play-off grazie al piazzamento nella precedente UEFA Nations League e agli spareggi sconfigge prima l'Irlanda ai rigori (dopo lo 0-0 dei 120 minuti) e poi l'Irlanda del Nord con un gol decisivo nei tempi supplementari, ottenendo così la seconda qualificazione consecutiva ad un europeo, rassegna nella quale viene sorteggiata con Spagna, Polonia e Svezia nel gruppo E. Vince per 2-1 contro la Polonia, perde per 1-0 contro la Svezia e viene sconfitta per 5-0 dalla Spagna; in questo modo finisce terza nel girone con tre punti, ma viene eliminata insieme alla Polonia, ultima, e alla Finlandia, terza del gruppo B, in quanto i loro tre punti a pari merito con l'Ucraina non bastano a sopperire alla differenza reti (-5, -2 e -1 rispettivamente).
Nella UEFA Nations League 2020-2021 la Slovacchia si piazza ultima nel proprio girone di Lega B (una vittoria, un pareggio e 4 sconfitte), retrocedendo dunque in Lega C, mentre nelle qualificazioni al campionato del mondo 2022 si piazza terza dietro la Russia (poi esclusa dalla FIFA) nel girone vinto dalla Croazia. Nella UEFA Nations League 2022-2023 la squadra continua a deludere, chiudendo al terzo posto il proprio girone di Lega C (2 vittorie, un pareggio, 3 sconfitte).
Sotto la guida dell'italiano Francesco Calzona, la Slovacchia si qualifica al campionato d'Europa 2024 grazie al secondo posto nel girone eliminatorio vinto dal Portogallo, con 7 vittorie, un pareggio e 2 sconfitte. Nella fase finale del torneo vince a sorpresa all'esordio contro il Belgio (1-0), perde contro l'Ucraina (1-2) e pareggia contro la Romania; con questi risultati si piazza terza, avendo una differenza reti pari a zero e avendo tutte e quattro le squadre concluso il girone con 4 punti, e rientrando tra le quattro migliori terze classificate dei gironi si qualifica agli ottavi di finale. Qui, contro la favorita Inghilterra, gli slovacchi conducono il risultato sino al 95º minuto di gioco, quando vengono raggiunti sul pari, per poi perdere ai tempi supplementari (2-1).

## Partecipazioni ai tornei internazionali
Dal 1918 al 1993 la Slovacchia non aveva una propria nazionale in quanto lo stato slovacco era inglobato nella Cecoslovacchia. Esisteva, quindi, un'unica nazionale che rappresentava tutta la Cecoslovacchia. Tra il 1939 e il 1945 la Slovacchia divenne temporaneamente indipendente, la nascita della nazionale risale, infatti, a quel periodo.

Legenda: Grassetto: Risultato migliore, Corsivo: Mancate partecipazioni

## Statistiche dettagliate sui tornei internazionali

### Mondiali
| Anno | Luogo                    | Piazzamento      | V | N | P | Gol |
| ---- | ------------------------ | ---------------- | - | - | - | --- |
| 1998 | Francia                  | Non qualificata  | - | - | - | -   |
| 2002 | Corea del Sud / Giappone | Non qualificata  | - | - | - | -   |
| 2006 | Germania                 | Non qualificata  | - | - | - | -   |
| 2010 | Sudafrica                | Ottavi di finale | 1 | 1 | 2 | 5:7 |
| 2014 | Brasile                  | Non qualificata  | - | - | - | -   |
| 2018 | Russia                   | Non qualificata  | - | - | - | -   |
| 2022 | Qatar                    | Non qualificata  | - | - | - | -   |

### Europei
| Anno | Luogo                | Piazzamento      | V | N | P | Gol |
| ---- | -------------------- | ---------------- | - | - | - | --- |
| 1996 | Inghilterra          | Non qualificata  | - | - | - | -   |
| 2000 | Belgio / Paesi Bassi | Non qualificata  | - | - | - | -   |
| 2004 | Portogallo           | Non qualificata  | - | - | - | -   |
| 2008 | Austria / Svizzera   | Non qualificata  | - | - | - | -   |
| 2012 | Polonia / Ucraina    | Non qualificata  | - | - | - | -   |
| 2016 | Francia              | Ottavi di finale | 1 | 1 | 2 | 3:6 |
| 2020 | Europa               | Primo turno      | 1 | 0 | 2 | 2:7 |
| 2024 | Germania             | Ottavi di finale | 1 | 1 | 2 | 4:5 |

### Nations League
| Anno      | Luogo       | Piazzamento   | V | N | P | Gol  |
| --------- | ----------- | ------------- | - | - | - | ---- |
| 2018-2019 | Portogallo  | 9° in Lega B  | 1 | 0 | 3 | 5:5  |
| 2020-2021 | Italia      | 14° in Lega B | 1 | 1 | 4 | 5:10 |
| 2022-2023 | Paesi Bassi | 11° in Lega C | 2 | 1 | 3 | 5:6  |

## Tutte le rose

### Mondiali
Coppa del Mondo FIFA 20101 Mucha, 2 Pekarík, 3 Škrtel, 4 Čech, 5 Zabavník, 6 Štrba, 7 Weiss, 8 Kozák, 9 Šesták, 10 Sapara, 11 Vittek, 12 Perniš, 13 Hološko, 14 Jakubko, 15 Stoch, 16 Ďurica, 17 Hamšík, 18 Jendrišek, 19 Kucka, 20 Kopúnek, 21 Saláta, 22 Petráš, 23 Kuciak, CT: Weiss

### Europei
Campionato d'Europa UEFA 20161 Mucha, 2 Pekarík, 3 Škrtel, 4 Ďurica, 5 Gyömbér, 6 Greguš, 7 Weiss, 8 Duda, 9 Šesták, 10 Stoch, 11 Nemec, 12 Novota, 13 Hrošovský, 14 Škriniar, 15 Hubočan, 16 Saláta, 17 Hamšík, 18 Švento, 19 Kucka, 20 Mak, 21 Ďuriš, 22 Pečovský, 23 Kozáčik, CT: Kozák
Campionato d'Europa UEFA 20201 Dúbravka, 2 Pekarík, 3 Vavro, 4 Valjent, 5 Šatka, 6 Greguš, 7 Weiss, 8 Duda, 9 Boženík, 10 Suslov, 11 Bénes, 12 Kuciak, 13 Hrošovský, 14 Škriniar, 15 Hubočan, 16 Hancko, 17 Hamšík, 18 Haraslín, 19 Kucka, 20 Mak, 21 Ďuriš, 22 Lobotka, 23 Rodák, 24 Koscelník, 25 Hromada, 26 Schranz, CT: Tarkovič
Campionato d'Europa UEFA 20241 Dúbravka, 2 Pekarík, 3 Vavro, 4 Obert, 5 Rigo, 6 Gyömbér, 7 Suslov, 8 Duda, 9 Boženík, 10 Tupta, 11 Bénes, 12 Rodák, 13 Hrošovský, 14 Škriniar, 15 De Marco, 16 Hancko, 17 Haraslín, 18 Strelec, 19 Kucka, 20 Ďuriš, 21 Bero, 22 Lobotka, 23 Ravas, 24 Sauer, 25 Kóša, 26 Schranz, CT: Calzona

### Giochi olimpici
NOTA: per le informazioni sulle rose successive al 1948 visionare la pagina della Nazionale olimpica.

## Rosa attuale
Lista dei giocatori convocati per le gare dei play-off di UEFA Nations League 2024-2025 del 20 e 23 marzo 2025.
Presenze e reti aggiornate al momento delle convocazioni.
|  | P | Martin Dúbravka   | 15 gennaio 1989   | 50  | -55 | Newcastle Utd      |  |  |
|  | P | Marek Rodák       | 13 dicembre 1996  | 24  | -24 | Al-Ettifaq         |  |  |
|  | P | Dominik Greif     | 6 aprile 1997     | 5   | -7  | Maiorca            |  |  |
|  |   |                   |                   |     |     |                    |  |  |
|  | D | Peter Pekarík     | 30 ottobre 1986   | 134 | 2   | Dyn. Č. Budějovice |  |  |
|  | D | Milan Škriniar    | 11 febbraio 1995  | 77  | 3   | Fenerbahçe         |  |  |
|  | D | Dávid Hancko      | 13 dicembre 1997  | 48  | 5   | Feyenoord          |  |  |
|  | D | Norbert Gyömbér   | 3 luglio 1992     | 46  | 0   | Al-Kholood         |  |  |
|  | D | Denis Vavro       | 10 aprile 1996    | 28  | 2   | Wolfsburg          |  |  |
|  | D | Adam Obert        | 23 agosto 2002    | 11  | 0   | Cagliari           |  |  |
|  | D | Marek Bartoš      | 13 ottobre 1996   | 1   | 0   | Motor Lublino      |  |  |
|  | D | Peter Kováčik     | 1º dicembre 2001  | 0   | 0   | Podbrezová         |  |  |
|  | D | Ivan Mesík        | 1º giugno 2001    | 0   | 0   | Heracles Almelo    |  |  |
|  | D | Dominik Javorček  | 2 novembre 2002   | 0   | 0   | Holstein Kiel      |  |  |
|  |   |                   |                   |     |     |                    |  |  |
|  | C | Ondrej Duda       | 5 dicembre 1996   | 81  | 15  | Verona             |  |  |
|  | C | Stanislav Lobotka | 25 novembre 1994  | 65  | 4   | Napoli             |  |  |
|  | C | Patrik Hrošovský  | 22 aprile 1992    | 57  | 0   | Genk               |  |  |
|  | C | Matúš Bero        | 6 settembre 1995  | 36  | 1   | Bochum             |  |  |
|  | C | László Bénes      | 6 settembre 1997  | 30  | 2   | Union Berlino      |  |  |
|  | C | Tomáš Rigo        | 3 luglio 2002     | 5   | 1   | Baník Ostrava      |  |  |
|  |   |                   |                   |     |     |                    |  |  |
|  | A | Róbert Boženík    | 18 novembre 1999  | 48  | 7   | Boavista           |  |  |
|  | A | Lukáš Haraslín    | 26 maggio 1996    | 44  | 7   | Sparta Praga       |  |  |
|  | A | Tomáš Suslov      | 7 giugno 2002     | 38  | 4   | Verona             |  |  |
|  | A | Dávid Strelec     | 4 aprile 2001     | 28  | 7   | Slovan Bratislava  |  |  |
|  | A | Ivan Schranz      | 13 settembre 1993 | 28  | 6   | Slavia Praga       |  |  |
|  | A | Dávid Ďuriš       | 22 marzo 1999     | 18  | 2   | Žilina             |  |  |
|  | A | Ľubomír Tupta     | 27 marzo 1998     | 11  | 0   | Widzew Łódź        |  |  |
|  | A | Samuel Mráz       | 13 maggio 1997    | 5   | 1   | Motor Lublino      |  |  |
|  | A | Leo Sauer         | 16 dicembre 2005  | 4   | 0   | NAC Breda          |  |  |

## Record individuali

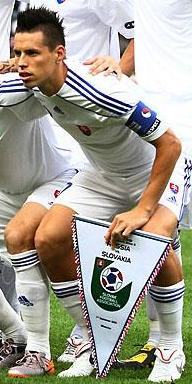
Marek Hamšík, primatista di presenze e miglior marcatore di tutti i tempi della nazionale slovacca.

Statistiche aggiornate al 10 giugno 2025.
- In grassetto i giocatori ancora in attività.

### Giocatori con più presenze
| Pos. | Giocatore       | Presenze | Reti | Periodo   |
| ---- | --------------- | -------- | ---- | --------- |
| 1    | Marek Hamšík    | 138      | 26   | 2007-2023 |
| 2    | Peter Pekarik   | 135      | 2    | 2006-     |
| 3    | Juraj Kucka     | 112      | 14   | 2008-     |
| 4    | Miroslav Karhan | 107      | 14   | 1995-2011 |
| 5    | Martin Škrtel   | 104      | 6    | 2004-2019 |
| 6    | Ján Ďurica      | 91       | 4    | 2004-2017 |
| 7    | Ondrej Duda     | 85       | 15   | 2014-     |
| 8    | Róbert Vittek   | 82       | 23   | 2001-2016 |
| 9    | Robert Mak      | 81       | 16   | 2013-     |
| 9    | Milan Škriniar  | 81       | 3    | 2016-     |

### Giocatori con più reti
| Pos. | Giocatore        | Reti | Presenze | Periodo   |
| ---- | ---------------- | ---- | -------- | --------- |
| 1    | Marek Hamšík     | 26   | 138      | 2007-2023 |
| 2    | Róbert Vittek    | 23   | 82       | 2001-2016 |
| 3    | Szilárd Németh   | 22   | 59       | 1996-2006 |
| 4    | Robert Mak       | 16   | 81       | 2013-     |
| 5    | Ondrej Duda      | 15   | 85       | 2014-     |
| 6    | Marek Mintál     | 14   | 45       | 2002-2009 |
| 6    | Miroslav Karhan  | 14   | 107      | 1995-2011 |
| 6    | Juraj Kucka      | 14   | 112      | 2008-     |
| 9    | Adam Nemec       | 13   | 43       | 2006-2019 |
| 9    | Stanislav Šesták | 13   | 66       | 2004-2016 |

## Commissari tecnici
- 1939  Vojtech Závodský
- 1939-1940  Rezső Hanák
- 1940-1941  István Priboj
- 1941-1942  Štefan Čambal
- 1942-1944  Ferdinand Daučík
- 1945-1993 Federazione scomparsa in quanto assorbita all'interno di quella cecoslovacca
- 1993-1995  Jozef Vengloš
- 1995-1998  Jozef Jankech
- 1998  Dušan Radolský (Ad Interim)
- 1999-2001  Jozef Adamec
- 2002-2003  Ladislav Jurkemik
- 2004-2006  Dušan Galis
- 2006-2008  Ján Kocian
- 2008-2012  Vladimír Weiss
- 2012  Michal Hipp (Ad Interim)
- 2012-2013  Michal Hipp e Stanislav Griga
- 2013-2018  Ján Kozák
- 2018  Oto Brunegraf (Ad Interim)
- 2018  Štefan Tarkovič (Ad Interim)
- 2018-2020  Pavel Hapal
- 2020-2022  Štefan Tarkovič
- 2022  Marek Mintál e  Samuel Slovák (Ad Interim)
- 2022-in carica  Francesco Calzona